# アナスタシオ・ソモサ・ガルシア
アナスタシオ・ソモサ・ガルシア（スペイン語: Anastasio Somoza García, 1896年2月1日 - 1956年9月29日）は、ニカラグアの政治家、大統領（在職1937年 - 1947年、1951年 - 1956年）。公式にはニカラグアの第34代および第39代大統領だったが、1956年に暗殺されるまで独裁者として国を支配した。ニックネームはタッチョ（Tacho）。

## 生涯
ニカラグアのサン・マルコス生まれ。父親は保守党の国会議員で中規模のコーヒー園主だった。10代の時、アメリカ合衆国のフィラデルフィアの親類の元で、ピアース経営大学院に通学する。フィラデルフィアでの生活の間に将来の妻となるサルバドーラ・デバイレ・サカサ（1895年 - 1987年, ニカラグアの富裕層のサカサ家の娘）と出会った。
ニカラグアに帰国後、1926年に国家主義自由党（PLN）員になり、時の保守党のディアス政権を武力で倒した功績で将軍の肩書きを授与された。モンカーダ大統領時代には外務次官の要職にもつき、卓越した英語能力を遺憾なく発揮した。アウグスト・セサル・サンディーノ率いるニカラグア国民主権防衛軍とアメリカ海兵隊との間のサンディーノ戦争が終わると、1933年、妻の伯父にあたるPLNのサカサが大統領に就任。ソモサは戦争中にアメリカ海兵隊によって育てられ、サンディーノ軍と戦った国家警備隊の長官に指名される。ソモサはモンカーダの友人でアメリカの支持も獲得していた。
1934年、アメリカ合衆国の内諾を得たソモサはサンディーノ暗殺を決断し実行する。国家警備隊は全国でサンディニスタ（サンディーノ支持者）狩りを開始し、300名が虐殺された。サカサ大統領はソモサを強く非難したがそれ以上の対処はできず、ソモサは国家警備隊司令官に任命された。ファシスト団体「青シャツ団」はソモサのサンディーノ暗殺を賛美しながら各地で示威行動した。これを利用したソモサは戒厳令を公布してサンディニスタの残党を妻子に至るまで次々と虐殺。これを批判するジャーナリストも誘拐、暗殺した。
こうしてソモサは国家警備隊の実力を背景に、半ば傀儡となっていたサカサを大統領の座から引きずり下ろし、1936年にPLNから大統領選に出馬して圧勝（投票結果は10万対108票）、翌年に就任した。
1941年に真珠湾攻撃が起こるとアメリカ合衆国は第二次世界大戦に参戦。ソモサはこれに続き、ただちに枢軸国に対し宣戦布告してアメリカはニカラグアに100万ドル相当の軍事援助を与えた。ニカラグアは特需景気に沸く一方で、アメリカ合衆国への経済的従属を深めた。政府はイタリア人、ドイツ人の資産を没収してソモサ一族に「売却」した。この結果、ソモサ自身がニカラグア第一のコーヒー生産者となった（終戦までに51の牧場と46のコーヒー園など1億2千万ドルの資産を獲得）。しかし、1944年の戦争によるインフレーションはソモサ一族を除く国民生活に深刻な打撃を与えた。
ソモサはスポーツにまで介入し、1948年の第10回アマチュア・ワールドシリーズでは野球ニカラグア代表の監督を務めた。しかし1勝6敗で、参加8ヶ国中7位と散々な結果に終わっている。
1950年、国会の選出を経て2度目の大統領に就任した。しかし1956年9月21日、レオンの「労働者の家」で開かれたPLNの選挙キャンペーン集会で、ダンス中に暗殺のために潜入した27歳の詩人リゴベルト・ロペスに4発の銃弾を撃ち込まれた。リゴベルトはその場で射殺され、ソモサはアメリカ軍のヘリコプターでパナマ運河地帯のゴーガス病院に運ばれた。ドワイト・D・アイゼンハワー米大統領が差し回した医師団により治療を受けるも死亡した。